# Životice u Nového Jičína
Životice u Nového Jičína (niem. Seitendorf bei Neutitschein) – gmina w Czechach, w powiecie Nowy Jiczyn, w kraju morawsko-śląskim, nad rzeką Jičínką. Według danych z dnia 1 stycznia 2012 liczyła 609 mieszkańców.